# Indian Super League
Die Indian Super League (offiziell Hero Indian Super League, kurz ISL) ist ein professioneller Fußballwettbewerb in Indien.
Die ISL wurde 2013 gegründet, um Fußball in Indien attraktiver zu machen. Sie nahm 2014 zum ersten Mal ihren Spielbetrieb auf und ist neben der I-League die höchste Liga des Landes. Insgesamt werden acht Mannschaften teilnehmen. Die erste Saison begann im Oktober 2014 und endet bereits im Dezember desselben Jahres.
Die ISL orientiert sich stark an der Indian Premier League und der Major League Soccer in den USA. Es wird kein Auf- und Absteigersystem geben und die Mannschaften sind als Sportfranchises aufgestellt.

## Geschichte

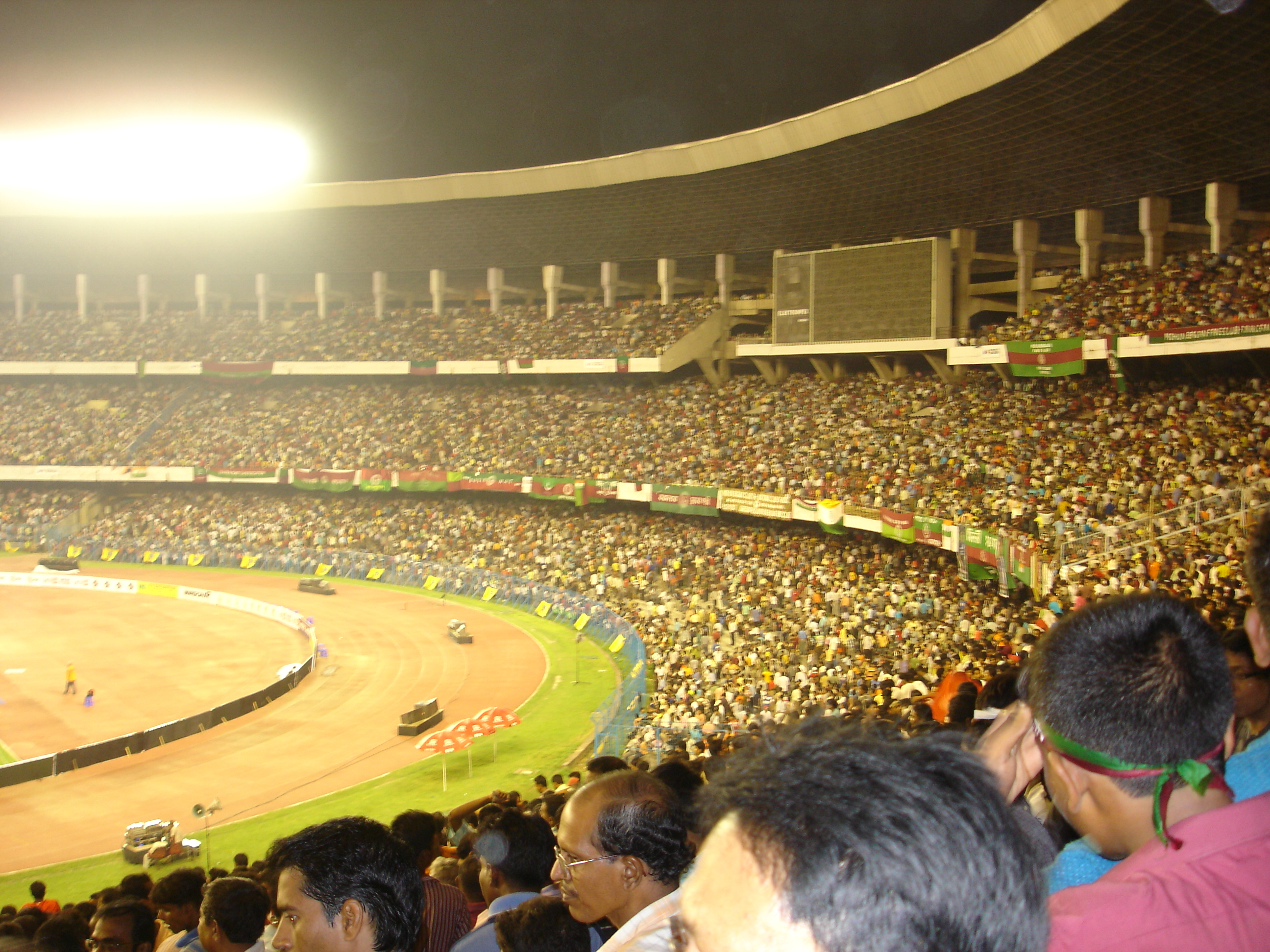
Salt Lake Stadium bei einem Spiel von Bayern München

Am 9. Dezember 2010 unterzeichnete der indische Fußballverband, die All India Football Federation (kurz AIFF), einen Sponsorenvertrag mit dem indischen Konzern Reliance Industries und der International Management Group aus den USA. Der Vertrag sicherte beiden Unternehmen umfassende Rechte für Sponsoring, Werbung, Franchising, Medienpräsenz an einer Fußballliga in Indien zu. Zum Vertrag kam es, weil der bisherige Sponsorenvertrag mit dem Unternehmen Zee Sports im Oktober 2010 ausgelaufen war. Es sollte eine Liga geschaffen werden, die nach dem Vorbild der Cricketliga Indian Premier League funktioniert. Dieses führte bei der I-League zu Unruhe, da bekannt wurde, das Reliance-IMG plant die I-League dementsprechend umzukonzipieren.
Am 25. April 2011 wurde eine erste Version einer Liga, nach dem Vorbild der IPL und der MLS, geschaffen. Die Indian Football Association, welche den Fußballsport in Westbengalen repräsentiert und administriert, gründete die Bengal Premier League Soccer. In dieser Liga spielten in der ersten Saison sechs Franchises mit. Es wurden internationale Spieler, wie Fabio Cannavaro, Robbie Fowler, Hernán Crespo und Robert Pirès verpflichtet. 2013 musste man aber aus finanziellen Gründen den Ligabetrieb einstellen.
Nach dem Ende der Bengal Premier League Soccer wollte die AIFF, die Idee einer Fußballliga für 2014 weiter verfolgen. Diesmal sollte sie aber im ganzen Land ausgespielt werden. Die Verantwortlichen der I-League sprachen sich weiterhin dagegen aus und gründeten die Indian Professional Football Clubs Association. Des Weiteren gaben sie bekannt keine Spieler an die an IMG-Reliance abzugeben und keine Spieler zu verpflichten, die bereits dort unter Vertrag standen. Dieser Streit wurde im August 2013 beigelegt.
Die Indian Super League wurde offiziell am 21. Oktober 2013 von IMG-Reliance, STAR Sports und der AIFF gegründet und vorgestellt. Erst sollte die Liga bereits von Januar 2014 bis März 2014 ausgespielt werden, dieses wurde auf September/Oktober 2014 verschoben. Auch wurde im Oktober 2013 der erste internationale Spieler mit Louis Saha verpflichtet.
Bis Ende 2013 wurden die ersten Franchises erschaffen. Hier traf man auf großes Interesse von Unternehmen, Bollywood-Schauspielern, IPL-Verantwortlichen und anderen Vereinigungen. Die Antragsstellung für eine Fußballmannschaft ging bis zum März 2014. Hierbei war allerdings nicht die finanzielle Ausstattung der Franchisenehmer wichtig, sondern vielmehr, dass die neuen Mannschaften auf ein Stadion zurückgreifen können.
Anfang April 2014 wurden die Mannschaften vorgestellt. Sie stammen aus den Städten bzw. Bundesstaaten Chennai, Neu-Delhi, Goa, Guwahati, Kochi, Kalkutta, Mumbai und Pune. Der ehemalige Cricket-Spieler Sachin Tendulkar bekam den Zuschlag für das Franchise aus Kochi. Ein anderer Cricket-Spieler, Sourav Ganguly, erhielt zusammen mit indischen Geschäftsleuten und dem spanischen Fußballklub Atlético Madrid den Zuschlag für Kolkata. Die Bollywood Stars John Abraham, Ranbir Kapoor und Salman Khan gewannen die Zuschläge für Guwahati, Mumbai und Pune. Die Franchises aus Bangalore und Delhi wurden von Unternehmen übernommen. Die Mannschaft aus Goa stellt eine Kooperation aus dem Unternehmen Videocon Industries Limited und den I-League Mannschaften Dempo SC und Salgaocar FC.
Die erste, aus den Franchisezuschlägen resultierende Mannschaft war Atlético de Kolkata, welche am 7. Mai 2014 gegründet wurde. Mit Antonio López Habas stellt das Franchise aus Kalkutta auch die erste Trainerverpflichtung der Liga. Mit dem ehemaligen spanischen Nationalspieler Luis García wurde auch ein internationaler Spieler für Atlético verpflichtet. Die anderen Franchises folgten mit der Gründung ihrer Teams.
Am 22. Juli 2014 wurden mittels eines Draft-Verfahrens Spieler für die Mannschaften der Indian Super League ausgewählt. Darunter waren auch die indischen Nationalspieler Subrata Pal, Syed Nabi und Mehtab Hossain. Am 24. August 2014 trat das Team aus Bangalore zurück und wurde kurze Zeit später durch eine Mannschaft aus Chennai ersetzt.
Die erste Saison begann am 12. Oktober 2014 und endete am 20. Dezember 2014. Atlético de Kolkata gewann das Finale mit 1:0 gegen Kerala Blasters FC.
Die zweite Saison begann am 3. Oktober 2015 und endete am 20. Dezember 2015 mit der Finalbegnung zwischen dem Chennaiyin FC und dem FC Goa, der dieses mit 2:3 verlor.
Zur Saison 2017/18 wurde die Teilnehmerzahl durch die beiden neuen Vereine Bengaluru FC und Jamshedpur FC auf zehn Mannschaften erhöht. Meister wurde zum zweiten Mal Chennaiyin FC und ist damit alleiniger Rekordhalter.

## Wettbewerbsformat
Die Indian Super League Regular Season wird im Oktober/November ausgetragen. Die anschließenden Play-offs finden im November/Dezember statt. In der Regular Season wird jede Mannschaft gegeneinander zweimal in Hin- und Rückspiel spielen. Die vier besten Mannschaften qualifizieren sich für die Play-offs. Das Halbfinale wird in Hin- und Rückspiel ausgetragen. Das Finale wird nur in einem Spiel ausgetragen.
Die Kader der Indian Super League unterliegen Auflagen. Jede Mannschaft muss einen sogenannten Marquee Spieler, einen Spieler mit internationaler Vergangenheit haben. Des Weiteren müssen sieben ausländische Spieler in der Mannschaft sein. Von diesen sieben Spielern können nur zwei direkt vom Franchise verpflichtet werden, die restlichen fünf werden über einen bestimmten Draft zugelost. Zudem braucht jedes Team 14 indische Spieler, wovon vier aus jener Stadt stammen müssen, in der die Mannschaft beheimatet ist.

## Mannschaften 2022/23
| ATK Mohun Bagan FC  | Kalkutta, Westbengalen | Yuba Bharati Krirangan             |
| Bengaluru FC        | Bangalore, Karnataka   | Sree-Kanteerava-Stadion            |
| Chennaiyin FC       | Chennai, Tamil Nadu    | Jawaharlal Nehru Stadium           |
| SC East Bengal      | Kalkutta, Westbengalen | Yuba Bharati Krirangan             |
| FC Goa              | Margao, Goa            | Fatorda Stadium                    |
| Hyderabad FC        | Hyderabad, Telangana   | G. M. C. Balayogi Athletic Stadium |
| Jamshedpur FC       | Jamshedpur, Jharkhand  | JRD Tata Sports Complex            |
| Kerala Blasters FC  | Kochi, Kerala          | Jawaharlal Nehru Stadium           |
| Mumbai City FC      | Mumbai, Maharashtra    | Mumbai Football Arena              |
| NorthEast United FC | Guwahati, Assam        | Indira Gandhi Athletic Stadium     |
| Odisha FC           | Bhubaneswar, Odisha    | Kalinga Stadium                    |

## Meisterschaften
| Saison  | Sieger              | 2. Platz           |
| ------- | ------------------- | ------------------ |
| 2014    | Atlético de Kolkata | Kerala Blasters FC |
| 2015    | Chennaiyin FC       | FC Goa             |
| 2016    | Atlético de Kolkata | Kerala Blasters FC |
| 2017/18 | Chennaiyin FC       | Bengaluru FC       |
| 2018/19 | Bengaluru FC        | FC Goa             |
| 2019/20 | Amar Tomar Kolkata  | Chennaiyin FC      |
| 2020/21 | Mumbai City FC      | Mohun Bagan AC     |
| 2021/22 | Hyderabad FC        | Kerala Blasters FC |
| 2022/23 | Mumbai City FC      | Hyderabad FC       |
| 2023/24 | Mohun Bagan AC      | Mumbai City FC     |

## Beste Torjäger seit 2014
| Saison    | Torschützenkönig                                | Verein                               | Tore |
| --------- | ----------------------------------------------- | ------------------------------------ | ---- |
| 2014      | Elano                                           | Chennaiyin FC                        | 8    |
| 2015      | John Stiven Mendoza                             | Chennaiyin FC                        | 13   |
| 2016      | Marcelinho                                      | Delhi Dynamos FC                     | 10   |
| 2017/2018 | Ferran Corominas                                | FC Goa                               | 18   |
| 2018/2019 | Ferran Corominas                                | FC Goa                               | 16   |
| 2019/2020 | Roy Krishna Nerijus Valskis Bartholomew Ogbeche | ATK Chennaiyin FC Kerala Blasters FC | 15   |
| 2020/2021 | Roy Krishna                                     | ATK                                  | 14   |
| 2021/2022 | Bartholomew Ogbeche                             | Hyderabad FC                         | 17   |
| 2022/2023 | Diego Maurício Cleiton Silva                    | Odisha FC East Bengal FC             | 12   |

## Medien und Sponsoren
Der indische Sportsender STAR Sports, der in weiten Teilen Asiens zu empfangen ist, wird die Spiele der Indian Super League ausstrahlen. Am 18. Juli 2014 schloss der indische Hersteller von Motorrädern und -rollern, die Hero MotoCorp, einen Sponsorenvertrag mit der Liga. Zukünftig wird der Name der Liga „Hero Indian Super League“ lauten.

## Zuschauerzahlen
In der regulären Saison 2014 betrug die durchschnittliche Zuschauerzahl 25.371 Personen pro Spiel, womit die Indian Super League zu den zuschauerstärksten Fußballligen der Welt gehörte. In der regulären Saison 2017/18 betrug der Zuschauerschnitt noch 14.801. Den höchsten durchschnittlichen Zuschauerschnitt wiesen 2017/18 die Kerala Blasters FC (31.763) auf.
| Saison           | Schnitt | Spiele | Gesamt    |
| ---------------- | ------- | ------ | --------- |
| 2014             | 25.371  | 55     | 1.395.406 |
| 2014 Playoffs    | 39.601  | 4      | 158.402   |
| 2015             | 26.376  | 56     | 1.477.033 |
| 2015 Playoffs    | 29.994  | 4      | 119.975   |
| 2016             | 20.136  | 56     | 1.127.623 |
| 2016 Playoffs    | 29.631  | 5      | 148.157   |
| 2017/18          | 14.801  | 88     | 1.302.473 |
| 2017/18 Playoffs | 19.351  | 5      | 96.756    |